# Prionostemma ruschii
Prionostemma ruschii is een hooiwagen uit de familie Sclerosomatidae.